# Presidenti del Montenegro

Stendardo presidenziale di mare

Il Presidente del Montenegro è il capo di Stato del Montenegro e svolge le funzioni di Comandante in Capo delle Forze Armate e di rappresentante diplomatico del Paese.

## Lista
I presidenti del Montenegro dal 1990 ad oggi sono i seguenti.
| Presidente | Presidente | Presidente      | Partito                                           | Elezione   | Mandato          | Mandato          |
| Presidente | Presidente | Presidente      | Partito                                           | Elezione   | Inizio           | Fine             |
| --- | ---------- | --------------- | ------------------------------------------------- | ---------- | ---------------- | ---------------- |
| Repubblica Socialista di Montenegro (nella Repubblica Socialista Federale di Jugoslavia)                            |            |                 |                                                   |            |                  |                  |
| |            | Momir Bulatović | Lega dei Comunisti del Montenegro                 | 1990       | 23 dicembre 1990 | 28 aprile 1992   |
| Repubblica di Montenegro (nella Repubblica Federale di Jugoslavia, 1992-2003; nella Serbia e Montenegro, 2003-2006) |            |                 |                                                   |            |                  |                  |
| |            | Momir Bulatović | Partito Democratico dei Socialisti del Montenegro | 1992       | 28 aprile 1992   | 15 gennaio 1998  |
| |            | Milo Đukanović  | Partito Democratico dei Socialisti del Montenegro | 1997       | 15 gennaio 1998  | 25 novembre 2002 |
| |            | Filip Vujanović | Partito Democratico dei Socialisti del Montenegro | 2003       | 22 maggio 2003   | 3 giugno 2006    |
| Montenegro (Stato indipendente, dal 2006)                                                                           |            |                 |                                                   |            |                  |                  |
| |            | Filip Vujanović | Partito Democratico dei Socialisti del Montenegro | 2008, 2013 | 3 giugno 2006    | 20 maggio 2018   |
| |            | Milo Đukanović  | Partito Democratico dei Socialisti del Montenegro | 2018       | 20 maggio 2018   | 20 maggio 2023   |
| |            | Jakov Milatović | Europa Ora!                                       | 2023       | 20 maggio 2023   | in carica        |